# Colla Jove de Vilanova
|  | Per a altres significats, vegeu «Colla Jove (desambiguació)». |

La Colla Jove de Vilanova va ser una colla castellera de Vilanova i la Geltrú, al Garraf, que actuà entre els anys 1982 i 1994, vestint camisa rosada. Els millors castells assolits per la colla van ser el 3 de 7, el 4 de 7, el pilar de 5, el 2 de 6 i el 3 de 6 aixecat per sota.

## Participació en els concursos de castells
| Resultat              |
| --------------------- |
| Descarregat (D)       |
| Carregat (C)          |
| Intent (I)            |
| Intent desmuntat (ID) |

La Colla Jove de Vilanova va participar en cinc concursos de castells de Tarragona. La següent taula mostra el resultat dels castells provats per la colla en els concursos en què va participar. També hi figuren els punts totals i la posició que va aconseguir sobre el total de colles participants.
| Núm. | Concurs | Data                | Castells | Castells | Castells | Castells | Castells  | Castells | Punts | Pos.  | Ref.  |
| Núm. | Concurs | Data                | 1a r.    | 2a r.    | 3a r.    | 4a r.    | 5a r.     | 6a r.    | Punts | Pos.  | Ref.  |
| ---- | ------- | ------------------- | -------- | -------- | -------- | -------- | --------- | -------- | ----- | ----- | ----- |
| 1    | IX      | 3 d'octubre de 1982 | 2de6     | Pde5     | 3de7(i)  | 3de6ps   | Pde4      | –        | 590   | 17/20 | [ 3 ] |
| 2    | X       | 7 d'octubre de 1984 | 3de7     | 4de7     | 2de6     | –        | –         | –        | 1.100 | 12/17 | [ 4 ] |
| 3    | XI      | 6 d'octubre de 1986 | 3de7(id) | 3de7(i)  | 2de6     | 3de6ps   | 4de6a(id) | –        | 400   | 14/14 | [ 5 ] |
| 4    | XII     | 2 d'octubre de 1988 | 3de7(i)  | 3de7     | 2de6     | 4de6a(i) | 4de6a(c)  | Pde5(i)  | 775   | 16/18 | [ 6 ] |
| 5    | XIV     | 7 d'octubre de 1992 | 2de6(i)  | 2de6(i)  | 3de6(c)  | 4de6     | –         | –        | 175   | 19/20 | [ 7 ] |